# Jean VIII d'Harcourt
Jean VIII d'Harcourt, né le 9 avril 1396, et tué le 17 août 1424 à Verneuil, fut comte d'Aumale.

## Biographie
Il est le fils de Jean VII d'Harcourt,  comte d'Harcourt, et de Marie d'Alençon, princesse du sang. 
En 1417, il est nommé lieutenant et capitaine général de Normandie, capitaine des ville et château de Rouen. Il bat les Anglais à la bataille de la Brossinière. Il participe à la bataille d'Azincourt et à la bataille de Verneuil où il est tué le 17 août 1424.
N'ayant pas d'héritier légitime, sa charge de capitaine du Mont Saint-Michel passa à son cousin Jean d'Orléans, comte de Dunois, compagnon de Jeanne d'Arc, époux de Marie d'Harcourt.
Il est le père naturel de Louis II d'Harcourt (1424-1479), évêque de Béziers (1451), archevêque de Narbonne (1451), évêque de Bayeux (1460) et patriarche de Jérusalem (1460-79), fils de Marguerite de Preullay, vicomtesse de Dreux.
Jean VIII d'Harcourt est inhumé en 1424 dans la collégiale Saint-Louis de la Saussaye.

## Postérité
- À Verneuil-sur-Avre :
  - Rue Jean VIII d'Harcourt